# Предоза
Предоза (итал. Predosa) је насеље у Италији у округу Алесандрија, региону Пијемонт.
Према процени из 2011. у насељу је живело 1241 становника. Насеље се налази на надморској висини од 138 м.

## Становништво
| 1931. | 1936. | 1951. | 1961. | 1971. | 1981. | 1991. | 2001. | 2011. |
| ----- | ----- | ----- | ----- | ----- | ----- | ----- | ----- | ----- |
| 3.388 | 3.173 | 2.999 | 2.661 | 2.280 | 2.134 | 2.104 | 2.074 | 2.092 |